# HD170308
HD170308 — хімічно пекулярна зоря спектрального класу
A0 й має видиму зоряну величину в смузі V приблизно 10,7.

## Пекулярний хімічний склад
Зоряна атмосфера HD170308 має підвищений вміст 
Si
.